# Dositeu de Pelúsion
Dositeu (en grec antic: Δωσίθεος, llatí: Dōsĭthĕŭs) fou un matemàtic de l'antiga Grècia nascut a Pelúsion (Egipte) que va viure a final del segle iii aC. Va ser deixeble de Conó de Samos i company d'Arquimedes, qui li dedicà diverses obres, i va influir en els estudis de matemàtics i astrònoms posteriors, com Gemin de Rodes i Claudi Ptolemeu.
Malgrat que no s'ha conservat cap de les seves obres, que són conegudes solament per les referències d'altres autors, sembla que Dositeu va ser un astrònom i de prestigi, molt versat en el camp dels calendaris.